# Соколий Камень
Соколий Камень — гора Уральских гор в южной части Свердловской области России, расположенная к юго-западу от Екатеринбурга, южнее городов Ревды и Дегтярска, высотой в 514 метра и отвесными скальными обрывами до 20 метров.

## Географическое положение
Гора Соколий Камень высотой в 514,1 метра, расположена на территории муниципального образования «городской округ Ревда» Свердловской области, в западном отроге Ревдинского хребта, в 9 километрах к северо-западу от горы Азов, между верховьями рек Далека и Кузиха (правыми притоками реки Ревда). В окрестностях горы, в 0,5 километрах к северу находится вторая скальная вершина. Гора расположена к юго-западу от Екатеринбурга, южнее городов Ревды и Дегтярска. 

## Описание
Гора имеет форму вытянутого длинного гребня, почти полностью покрыта лесом. На вершине горы есть несколько отвесных скальных обрывов высотой до 20 метра, расстояние между ними до 500 метра. На горе произрастает молодой смешанный лес с полянами после вырубок.

## История
По словам специалиста по топонимике А. К. Матвеева происхождение подобных названий название горы могло произойти или от обитавших здесь в прошлом соколов, или от метафоры «гора, прекрасная, словно сокол».